# 上海凤凰

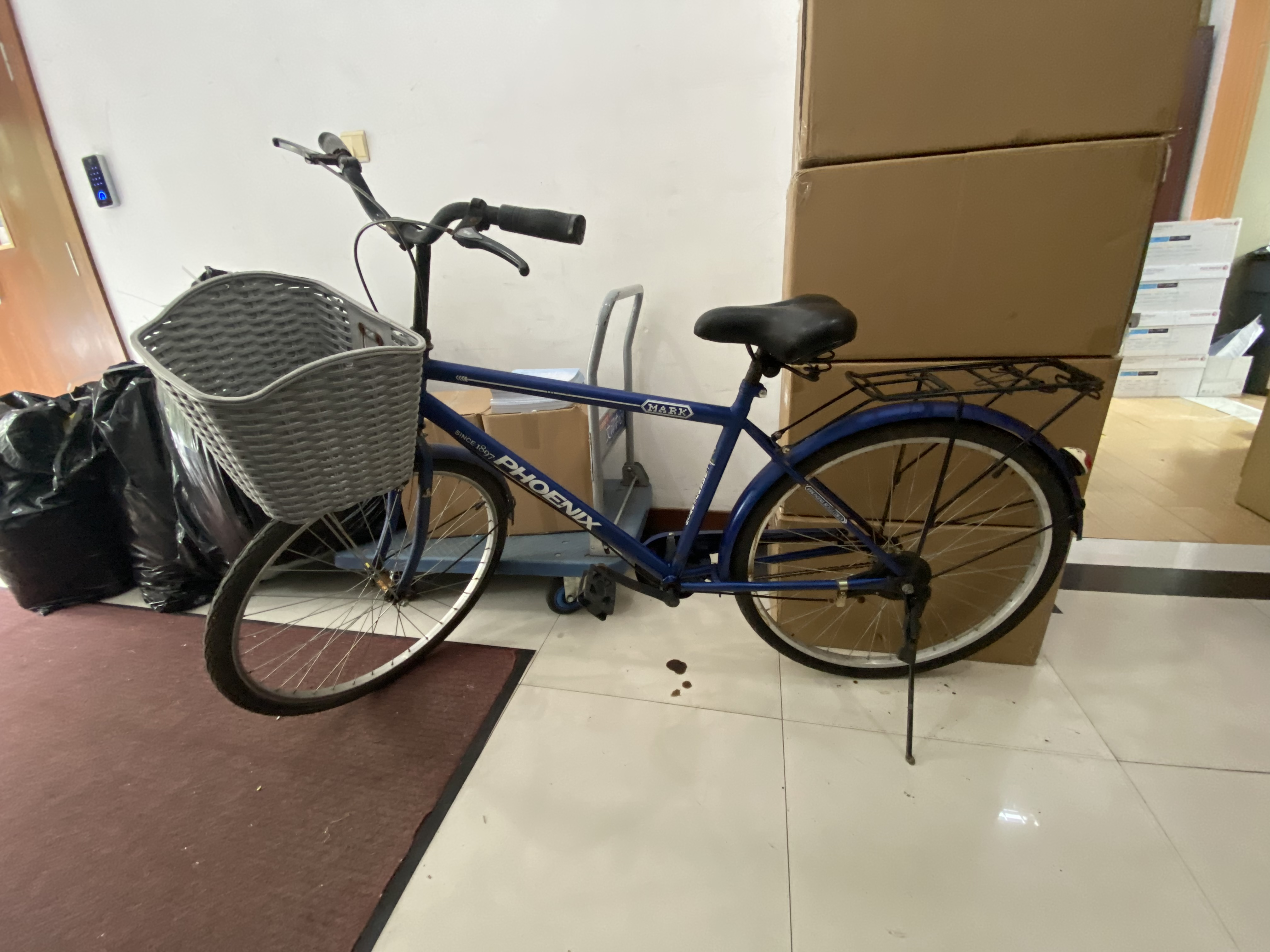
鳳凰自行車

上海凤凰企业（集团）股份有限公司（上交所：600679/900916，简称：上海凤凰/凤凰B股），是上海市的一家自行车生产企业。上海凤凰的前身是设立于1897年的同昌车行，该公司也是中国第一家自行车生产企业。1956年，同昌车行被纳入国营企业，并和其他一些自行车公司共组上海自行车三厂。1959年，上海自行车三厂正式推出「凤凰自行车」品牌。1980年，凤凰自行车成为中国第一个进出欧美的自行车品牌。在1990年代之前，凤凰和飞鸽、永久并列为中国最受欢迎的自行车品牌。1991年，凤凰牌商标被评为中国驰名商标。1993年，上海凤凰在上海证券交易所上市。2007年，凤凰被中華人民共和國商务部評為中华老字号。
2020年9月29日，上海凤凰发布多份公告表示发行股份，主要用于收购爱赛克车业、天津天任、凤凰自行车三家自行车行业公司，总价为9.52亿元，构成重大资产重组。
2021年1月，哈啰出行与上海凤凰、益阳科力远电池有限责任公司进行战略合作签约。